# Statistiche e record del Football Club Crotone
Nella presente pagina sono riportate le statistiche e i record riguardanti il Football Club Crotone, società calcistica italiana con sede a Crotone.

## Partecipazione alle competizioni

### Campionati nazionali
| Livello | Categoria                                | Partecipazioni | Debutto   | Ultima stagione | Totale |
| ------- | ---------------------------------------- | -------------- | --------- | --------------- | ------ |
| 1º      | Serie A                                  | 3              | 2016-2017 | 2020-2021       | 3      |
| 2º      | Serie B                                  | 15             | 2000-2001 | 2021-2022       | 15     |
| 3º      | Serie C                                  | 28             | 1945-1946 | 2024-2025       | 34     |
| 3º      | Serie C1                                 | 5              | 1998-1999 | 2007-2008       | 34     |
| 3º      | Lega Pro Prima Divisione                 | 1              | 2008-2009 | 2008-2009       | 34     |
| 4º      | IV Serie                                 | 5              | 1952-1953 | 1956-1957       | 14     |
| 4º      | Campionato Interregionale                | 1              | 1958-1959 | 1958-1959       | 14     |
| 4º      | Serie D                                  | 1              | 1963-1964 | 1963-1964       | 14     |
| 4º      | Serie C2                                 | 7              | 1978-1979 | 1997-1998       | 14     |
| 5º      | Campionato Interregionale - 2ª Categoria | 1              | 1957-1958 | 1957-1958       | 8      |
| 5º      | Campionato Interregionale                | 5              | 1981-1982 | 1986-1987       | 8      |
| 5º      | Campionato Nazionale Dilettanti          | 2              | 1995-1996 | 1996-1997       | 8      |

In 69 stagioni sportive disputate a livello nazionale dopo la Seconda guerra mondiale. I tornei di Serie C includono 7 campionati di Serie C2. Sono escluse le annate postfallimentari 1979/81 e 1991/95, giocate a livello regionale, oltre alla IV Serie paragonabile sempre alla serie C2.

### Campionati regionali
| Livello | Categoria       | Partecipazioni | Debutto   | Ultima stagione | Totale |
| ------- | --------------- | -------------- | --------- | --------------- | ------ |
| I       | Promozione      | 1              | 1980-1981 | 1980-1981       | 2      |
| I       | Eccellenza      | 1              | 1994-1995 | 1994-1995       | 2      |
| II      | Prima Categoria | 1              | 1979-1980 | 1979-1980       | 3      |
| II      | Promozione      | 2              | 1992-1993 | 1993-1994       | 3      |

### Coppe nazionali
| Torneo                          | Partecipazioni | Debutto   | Ultima stagione | Totale |
| ------------------------------- | -------------- | --------- | --------------- | ------ |
| Coppa Italia                    | 22             | 2000-2001 | 2023-2024       | 22     |
| Coppa Italia Semiprofessionisti | 7              | 1972-1973 | 1978-1979       | 22     |
| Coppa Italia Serie C            | 14             | 1984-1985 | 2024-2025       | 22     |
| Coppa Italia di Lega Pro        | 1              | 2008-2009 | 2008-2009       | 22     |
| Supercoppa di Lega di Serie C   | 1              | 1999-2000 | 1999-2000       | 1      |

### Statistiche di squadra
La vittoria per 32-0 contro la Palmese del 20 novembre 1994 rappresenta un record per quanto riguarda la storia dei campionati italiani. Inoltre negli oltre vent'anni di gestione della società calcistica crotonese da parte della famiglia Vrenna, solamente il Göteborg in Europa vanta altrettante vittorie di campionati professionistici e play-off.
Il Crotone è stata la quarta squadra calabrese a raggiungere la seconda serie, dopo Catanzaro, Cosenza e Reggina e, nel 2016, la terza squadra calabrese a raggiungere la Serie A (rispettivamente dopo Catanzaro nel 1971 e Reggina nel 1999).
Il miglior piazzamento di sempre in Serie B è il secondo posto raggiunto nel campionato 2015-2016 (eguagliato nella stagione 2019-2020) , che ha permesso ai pitagorici lo storico salto in Serie A. In tale campionato furono diverse le giornate in cui il Crotone era saldamente al comando della classifica; ma nell'ultimo turno perse il primato per una sola lunghezza a vantaggio del Cagliari. 
Con 14 stagioni in Serie B all'attivo, il Crotone ha disputato 570 partite nella serie cadetta, di cui 198 vinte, 161 pareggiate e 211 perse. Sono stati 697 i goal realizzati e 717 quelli subiti.
Il Crotone ha inoltre preso parte a 22 edizioni della Coppa Italia, conquistando il miglior piazzamento nelle edizioni 2011-2012, 2015-2016, 2017-2018, 2018-2019, 2021-2022 con il raggiungimento del quarto turno/sedicesimi di finale. A partire dall'edizione 2004-2005, sono state disputate 43 partite, di cui 17 vinte, 5 pareggiate e 21 perse.
Di seguito vengono esposti i principali record in Serie B:
- Miglior piazzamento:

2º posto (2015-2016)(2019-2020)
- Miglior piazzamento a fine girone d'andata:

2º posto (2015-2016)
- Maggior numero di punti:

82 (2015-2016)
- Maggior numero di punti a fine girone d'andata:

45 (2015-2016)
- Record di imbattibilità:

13 giornate (2019-2020)
- Maggior numero di vittorie:

23 (2015-2016)
- Minor numero di vittorie:

5 (2001-2002)
- Maggior numero pareggi:

15 (2010-2011 e 2011-2012)
- Minor numero pareggi:

8 (2000-2001)
(2019-2020)
- Maggior numero sconfitte:

24 (2006-2007)
- Minor numero di sconfitte:

6 (2015-2016)
Di seguito vengono esposti i record inerenti alle partite disputate in Serie B:
- Partita con più gol:

5-2 vs. AlbinoLeffe (2011-2012)
5-2 vs. Siena (2013-2014)
- Maggior numero di gol segnati in una partita:

5-2 vs. AlbinoLeffe (2011-2012)
- Maggior numero di gol segnati in una partita fuori casa:

1-5 vs. Livorno (2019-2020)
- Vittoria con più gol di scarto:

0-4 vs. Grosseto (2009-2010)
4-0 vs. Piacenza (2005-2006)
4-0 vs. Salernitana (2015-2016)
1-5 vs. Livorno (2019-2020)
- Miglior vittoria in casa:

4-0 vs. Piacenza (2005-2006)
4-0 vs. Salernitana (2015-2016)
- Miglior vittoria in un derby:

3-0 vs. Catanzaro (2004-2005)
1-4 vs. Reggina (2013-2014)
- Pareggio con più gol:

3-3 vs. Gubbio (2011-2012)
3-3 vs. Verona (2012-2013)
3-3 vs. Juve Stabia (2012-2013)
3-3 vs.  Cosenza Calcio (2021-2022)
3-3 vs. Pordenone Calcio (2021-2022)
- Sconfitta con più gol di scarto:

5-0 vs. Juventus (2006-2007)
5-0 vs. Brescia (2012-2013)
Ecco i record in A:
Miglior vittoria: 4-1 (vs Empoli, Sassuolo, Sampdoria, Spezia, Benevento Calcio).
Peggior sconfitta: 5-0 (vs Sampdoria).
Partita con più gol: Inter-Crotone 6-2 (8)
Migliore striscia positiva: 7 giornate (2016-17)
Miglior piazzamento: 17° (2016-17)
Maggior numero di punti: 35 (2017-18)

### Statistiche individuali
Il calciatore con più presenze nella storia dei Pitagorici è Antonio Galardo, per anni capitano del club, che vanta 401 gare ufficiali dal 1995 al 1998 e dal 2002 al 2015. L'ultima gara giocata da Galardo, è stato l'incontro di Coppa Italia del 9 agosto 2015 contro la Feralpi Salò.
I 28 gol in 31 partite segnati da Andrea Deflorio nella stagione 1999-2000 in Serie C1 rappresentano un record assoluto di marcature per la terza serie italiana. L'attaccante è anche il miglior marcatore di sempre in Serie C della storia del Crotone ed è stato (superato da Simy) il miglior marcatore di sempre con 54 Reti in 103 presenze con una media gol di 0,52.
Il miglior marcatore in un'unica stagione di Serie B è il nigeriano Simy che con 20 reti siglate nella stagione 2019-2020 sì è aggiudicato il titolo di capocannoniere del campionato cadetto, (primo calciatore africano a vincere il titolo di capocannoniere in un campionato professionistico italiano) . Simy è il migliore marcatore di sempre nella serie cadetta con 34 reti, e in massima serie con 20 reti, che sommate alle 2 in Coppa Italia lo rendono il migliore di sempre a 56 reti.
Di seguito sono riportati i primatisti di presenze:

### Lista dei capitani
| Calciatore        | Ruolo | Stagioni al club                 | Stagioni da capitano | Presenze | Reti |
| ----------------- | ----- | -------------------------------- | -------------------- | -------- | ---- |
| …                 |       |                                  |                      |          |      |
| Silvio Paolucci   | C     | 1996-1998                        | 1996-1998 (2)        | 49       | 4    |
| Giuseppe Tortora  | C     | 1981-1982, 1984-1985 e 1997-1999 | 1998-1999 (1)        | 124      | 38   |
| Vito Grieco       | C     | 1997-2000                        | 1999-2000 (1)        | 89       | 13   |
| Matteo Superbi    | C     | 2000-2001                        | 2000-2001 (1)        | 37       | 1    |
| Domenico Giampà   | C     | 1996-1998 e 1999-2002            | 2001-2002 (1)        | 161      | 6    |
| Marco Pecorari    | D     | 1999-2003                        | 2002-2003 (1)        | 122      | 7    |
| Sandro Porchia    | D     | 2000-2005                        | 2003-2005 (2)        | 168      | 23   |
| Alfredo Cardinale | D     | 1999-2002 e 2003-2007            | 2005-2007 (2)        | 207      | 0    |
| Domenico Maietta  | D     | 2004-2007 e 2008-2009            | 2007 (1)             | 84       | 0    |
| Francesco Rossi   | D     | 2002-2008                        | 2007-2008 (1)        | 200      | 8    |
| Francesco Galeoto | D     | 2008-2010                        | 2008-2010 (2)        | 58       | 0    |
| Antonio Galardo   | C     | 1995-1998 e 2002-2015            | 2010-2015 (5)        | 354      | 10   |
| Claiton           | D     | 2014-2017                        | 2015-2017 (2)        | 84       | 3    |
| Alex Cordaz       | P     | 2015-2021                        | 2017-2021 (4)        | 239      | -336 |
| Ahmad Benali      | C     | 2018-2022                        | 2021-2022 (1)        | 90       | 15   |
| Nahuel Estévez    | C     | 2021-                            | 2022- (1)            | 13       | 0    |

### Record di presenze

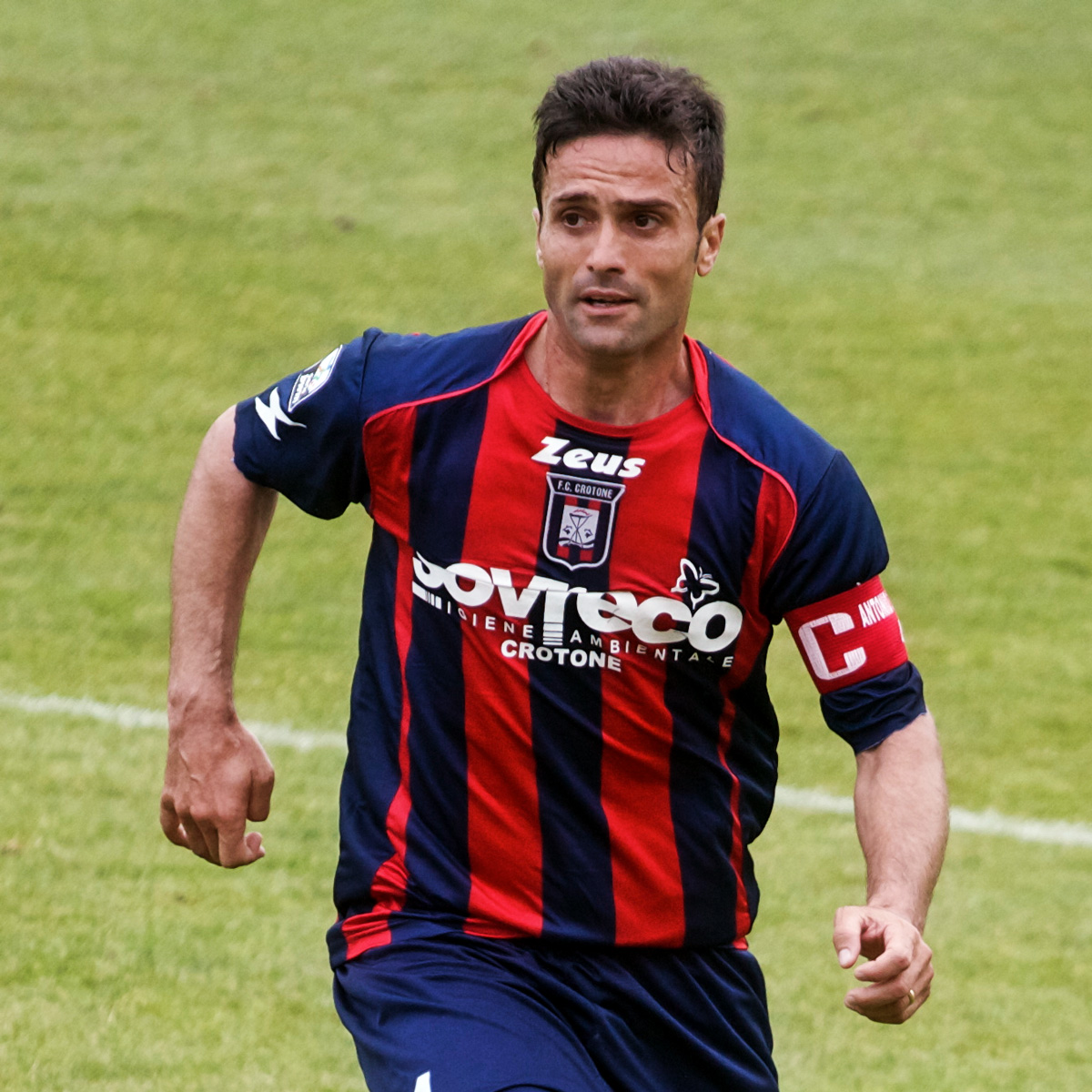
Antonio Galardo.

| Campionato - 354 Antonio Galardo (1995-1998, 2002-2015) - 239 Alex Cordaz (2015-2021) - 207 Alfredo Cardinale (1999-2002, 2003-2007) - 200 Francesco Rossi (2002-2008) - 188 Pietro De Giorgio (2010-2017) - 183 Dino Paolini (1959-1967) - 168 Sandro Porchia (2000-2005) - 161 Domenico Giampà (1996-1998, 1999-2002) - 157 Andrea Barberis (2015-2020) - 154 Oreste Francia (1961-1968) | Coppa Italia - 20 Antonio Galardo (2002-2003, 2004-2015) - 13 Pietro De Giorgio (2010-2017) - 12 Sandro Porchia (2000-2002, 2004-2007) - 11 Francesco Rossi (2002-2003, 2004-2008) - 10 Andrea Barberis (2015-2020) 10 Ivan Jurić (2001-2003, 2004-2006) - 9 Alex Cordaz (2015-2021) 9 Domenico Maietta (2004-2007, 2008-2009) 9 Mirko Pagliarini (2000-2003, 2004-2005, 2006) - 8 Bruno Martella (2014-2019) |

| Serie A - 110 Alex Cordaz (2016-2018, 2020-2021) - 82 Simy (2016-2018, 2020-2021) - 72 Federico Ceccherini (2016-2018) - 64 Andrea Barberis (2016-2018) - 63 Ivano Trotta (2016-2018) - 60 Marcus Rohdén (2016-2018) - 59 Bruno Martella (2016-2018) 59 Adrian Stoian (2016-2018) - 54 Mario Sampirisi (2016-2018) - 40 Andrea Nalini (2016-2018) | Serie B - 241 Antonio Galardo (2004-2007, 2009-2015) - 186 Pietro De Giorgio (2010-2016) - 152 Giuseppe Abruzzese (2009-2014) - 147 Alfredo Cardinale (2000-2002, 2004-2007) - 143 Antonio Mazzotta (2011-2014, 2019-2020) - 129 Alex Cordaz (2014-2016, 2018-2020) - 107 Francesco Rossi (2004-2007) - 106 Sandro Porchia (2000-2002, 2004-2005) - 103 Camillo Ciano (2011-2013, 2014-2015) 103 Mirko Eramo (2010-2013) |

### Record di reti

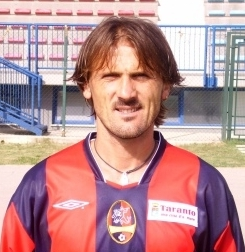
Andrea Deflorio.

| Campionato - 64 Simy (2016-2021) - 54 Andrea Deflorio (1999-2002) - 38 Giuseppe Tortora (1981-1982, 1984-1985, 1997-1999) - 27 Camillo Ciano (2011-2013, 2014-2015) 27 Caetano Prósperi Calil (2008-2009, 2011-2013) 27 Denilson Gabionetta (2009-2010, 2011-2013) - 25 Ante Budimir (2015-2016, 2017-2019) 25 Fedele Gualandri (1972-1975) 25 Paolo Piras (1976-1978) - 24 Alessandro Ambrosi (1998-1999, 2000) | Coppa Italia - 3 Camillo Ciano (2011-2013, 2014-2015) 3 Federico Giampaolo (2006-2007) 3 Ivan Jurić (2001-2003, 2004-2006) - 2 Emanuele Berrettoni (2004) 2 Ante Budimir (2015-2016, 2017-2019) 2 Milan Đurić (2011-2012) 2 Antonio Galardo (2002-2003, 2004-2015) 2 Mirko Pagliarini (2000-2003, 2004-2005, 2006) 2 Luigi Panarelli (2001-2002) 2 Stefano Pettinari (2011-2014, 2019) 2 Nello Russo (2005, 2007-2008, 2008-2009) 2 Simy (2016-2021) 2 Adrian Stoian (2015-2019) |

| Serie A - 30 Simy (2016-2018, 2020-2021) - 13 Diego Falcinelli (2016-2017) - 10 Marcello Trotta (2017-2018) - 9 Junior Messias (2020-2021) - 6 Ante Budimir (2017-2018) - 5 Adrian Stoian (2016-2018) - 4 Adam Ounas (2021) - 3 Gian Marco Ferrari (2016-2017) 3 Marcus Rohdén (2016-2018) 3 Marco Tumminello (2017-2018) | Serie B - 34 Simy (2018-2020) - 27 Camillo Ciano (2011-2013, 2014-2015) 27 Denilson Gabionetta (2009-2010, 2011-2013) - 26 Andrea Deflorio (2000-2002) - 20 Caetano Prósperi Calil (2011-2013) - 19 Ante Budimir (2015-2016, 2018-2019) - 17 Aniello Cutolo (2009-2011) 17 Stefano Pettinari (2011-2014, 2019) - 15 Jeda (2005-2006) - 14 Ahmad Benali (2018-2020, 2021-2022) |

Dati aggiornati al 27 gennaio 2022.